# Isola Yas
L'Isola di Yas (in arabo جزيرة ياس‎?) è una delle più grandi isole artificiali costruite ad Abu Dhabi.
L'isola è il prodotto di un investimento di 40 miliardi di dollari effettuato dall'Aldar Properties. Occupa un'area di 2 500 ettari, dei quali 1 700 verranno utilizzati per investimenti produttivi.
L'isola dispone di attrazioni come un circuito automobilistico che ospita dalla stagione 2009 il Gran Premio di Abu Dhabi di Formula 1, un parco a tema cinematografico della Warner Bros. chiamato Warner Bros. Movie World, un parco acquatico e un parco tematico dedicato alla Scuderia Ferrari (il Ferrari World). L'isola disponde inoltre di un'arena, la Etihad Arena, dedicata a concerti, manifestazioni di vario genere e agli incontri di arti marziali miste per l'organizzazione UFC.. Il tutto è supportato da vari insediamenti ricettivi e di sostegno al turismo come ristoranti, campi da golf e marine.
È prevista la costruzione di un parco a tema Disney.
Il numero stimato di residenti dell'insediamento dovrebbe aggirarsi sui 110 000.